# Domènec Pastor i Petit
Domènec Pastor i Petit, en español  'Domingo Pastor Petit' , nacido en Hospitalet de Llobregat en 1927 y fallecido el 30 de octubre de 2014, fue un periodista y escritor español, especialista en temas relacionados con el espionaje y la Guerra civil española.

## Biografía
Domènec Pastor colaboró regularmente en los medios de comunicación y en revistas científicas y culturales: Avui, Estudios, Boletín de la Moda, Paseo, Salud, La Vanguardia, Diario de Barcelona, Destino, El País, Historia y Vida, Historia 16, Ya, Seguridad Internacional, Seguritecnia.

## Teorías
Según Domènec Pastor, la CIA asesinó el 29 de septiembre de 1975 a la agente de inteligencia española "Soledad" de 27 años, perteneciente a los servicios de inteligencia españoles, bajo el régimen de Franco, (de lo que será dos años después el CESID) encontrada estrangulada cerca de la base de la Royal Air Force en Greenham Common en Berkshire. Se estaba recopilando información en relación con el tema de Sáhara español y el Marcha Verde que iba a tener lugar casi un mes después. Intentó identificar un eco de radar detectado por la base aérea de Gando de Islas Canarias, el eco de radar volando a 1600 km h en dirección norte-sur a 300 km de Canarias, el área sobre la que voló corresponde al norte del Sahara español, cerca de la frontera marroquí. De hecho, fue un avión de reconocimiento SR-71 Blackbird el que reunió información sobre el despliegue de tropas españolas en el área. La identificación del avión habría arrojado nueva luz sobre las relaciones entre Estados Unidos y Marruecos con España. El asesinato de esta mujer en ese momento fue muy comentado en Gran Bretaña.

## Publicaciones
en español
- Espías en acción (1962)
- La mujer en el espionaje (1970)
- Anatomia del espionaje (1970)
- Diccionario del espionaje (1971)
- Los Secretos del mundo del espionaje, (1972)
- Espias y traidores de hoy: análisis de una epidemia -la espiomanía- a nivel planetario, (1974)
- Los Espías denuncian, (1976)
- La Guerra de los espías, (1976)
- Espionaje, España 1936-1939, (1977)
- La Cinquena columna a Catalunya, 1936-39, (1978)
- Secretos de la Guerra Civil files, (1978)
- La Guerra secreta: lo más increíble del espionaje, (1979)
- El bandolerismo en España, (1979)
- Espías españoles [del pasado y del presente], (1979)
- Famélica posguerra, (1979)
- Seguridad y autoprotección, (1980)
- Seguridad empresarial, (1982)
- Seguridad comercial, (1984)
- El Mensaje, (1984)
- Manual de seguridad ciudadana, (1986)
- Espionaje: la Segunda Guerra Mundial y España, (1990)
- El Contraespionaje industrial: estrategia y táctica, (1991)
- "La Guerra psicológica en las dictaduras", (1994)
- "Diccionario Enciclopédico del Espionaje", (1996)
- "Hollywood responde a la Guerra Civil", (1936-1939) (1997)
- India: ángeles o demonios , (1997)

en catalán
- Un crit de rebellió, L'Hospitalet de Llobregat: Centre Catòlic, 1954; Pluja. 1954
- Objectiu: entrevistar Jesús, (1986)
- L'espia Lablonde a l'Ebre, Ràdio: Ràdio 4, 1980
- Els espies catalans, (1988)